# Lüsse (Bad Belzig)

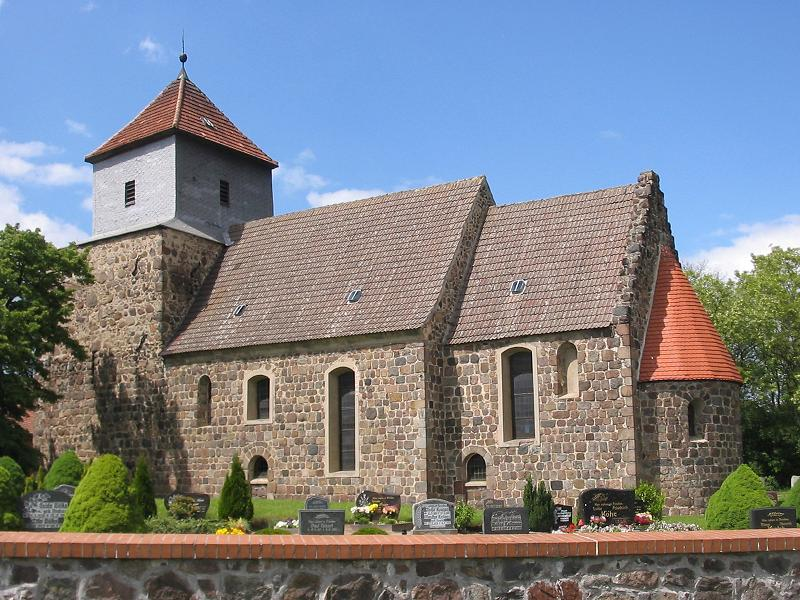
Feldsteinkirche Lüsse, 13. Jahrhundert

Das Dorf Lüsse ist ein Ortsteil der Kreisstadt Bad Belzig im Brandenburger Landkreis Potsdam-Mittelmark. Der Ort liegt im Naturpark Hoher Fläming. Seine Fläche beträgt sieben Quadratkilometer, auf denen 140 Einwohner (Stand 13. November 2023) leben.
Das Dorf verfügt über eine der eindrucksvollsten mittelalterlichen Feldsteinkirchen im Hohen Fläming. Das Bauwerk mit eingezogenem Chor und Apsis stammt aus der ersten Hälfte des 13. Jahrhunderts. Bemerkenswert ist zudem der Segelflugplatz Lüsse, der sich aufgrund seiner hervorragenden Thermik in den letzten Jahren zu einem der beliebtesten Plätze des Segelflugsports entwickelt hat und im Jahr 2008 Schauplatz der Weltmeisterschaft in dieser Sportart war.

## Lage und Naturraum

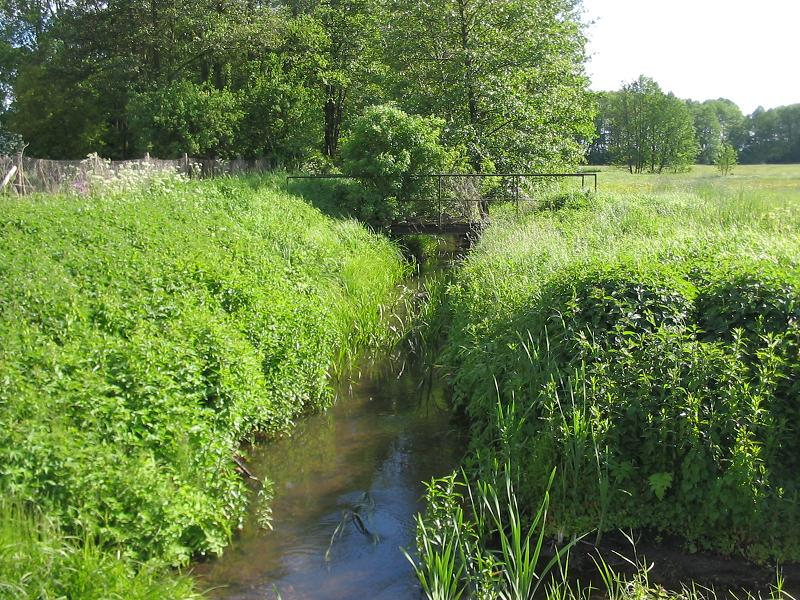
Baitzer Bach am Ortsrand

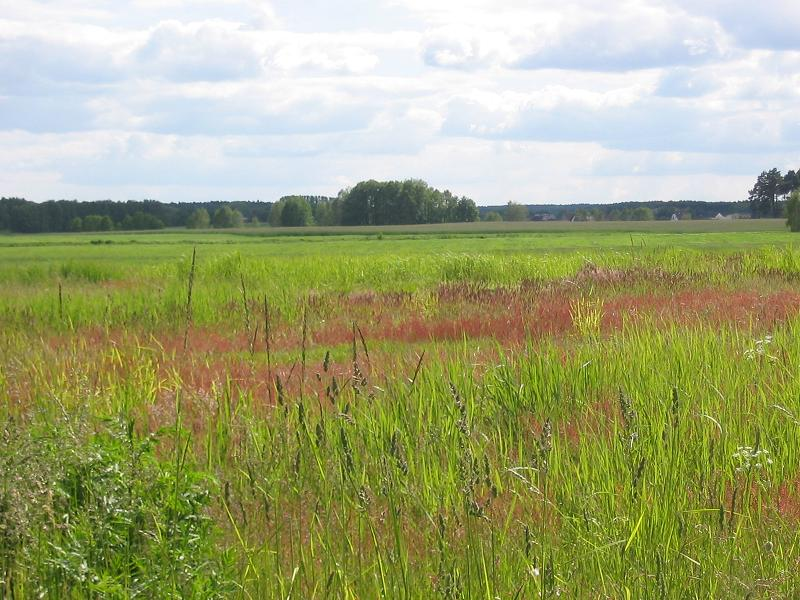
Wiese bei Lüsse

Lüsse liegt im Belziger Vorfläming rund vier Kilometer östlich von Bad Belzig an der Bundesstraße 246. Drei Kilometer westlich folgt an derselben Straße das Nachbardorf Neschholz, das wie der südliche Nachbar Kuhlowitz gleichfalls zu Bad Belzig gehört. Auf der Gemarkung Kuhlowitz, die gut zwei Kilometer entfernt ist, entspringt der Baitzer Bach, der vorbei an Lüsse talabwärts zum nördlichen Nachbardorf Baitz und bei den Belziger Landschaftswiesen in das Glogau-Baruther Urstromtal fließt. Im Urstromtal mündet das naturnahe und abschnittsweise naturbelassene Fließ in den Belziger/Fredersdorfer Bach, der sein Wasser wiederum über die Plane und Havel der Elbe zuführt.
Noch im Mittelalter stellte der Baitzer Bach eine versumpfte Niederung dar, die heute allerdings trockengelegt ist. Das Dorf beginnt am östlichen Bachufer unterhalb des waldreichen Heidebergs (96 m), an dessen Osthang ein Waldweg von Lüsse nach Baitz führt. Auf halber Strecke des kieferngesäumten Weges befand sich die Wüstung Wiesenau, an deren Namen das ehemalige und heute privatisierte Forsthaus Wiesenau erinnert. Die Wüstung gehörte zur Gemarkung Baitz.

## Geschichte, Name

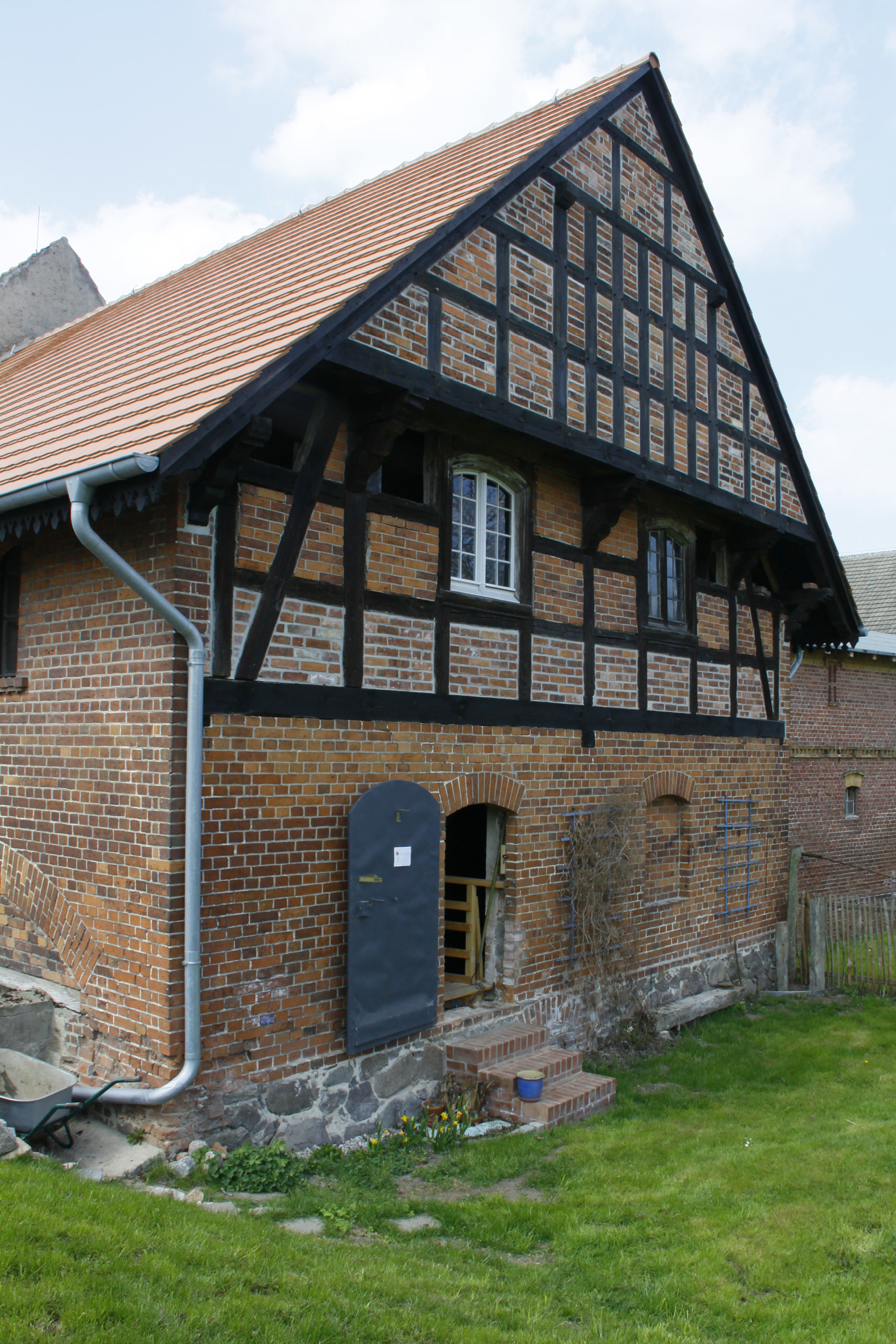
Wassermühle

Der Name des Dorfes erinnert möglicherweise an die ehemalige sumpfige und seenreiche Umgebung. Denn der ursprüngliche slawische Name Luzov könnte eine Stelle, wo Pfützen oder Lachen sind bezeichnen. Möglich ist auch die Herkunft von Luza = Seedorf. Reinhard E. Fischer hält allerdings eine etymologische Ableitung vom Personennamen Lusov für wahrscheinlicher. Die erste schriftliche Erwähnung findet sich in einer Urkunde aus dem Jahr 1251, in der ein Wilhelmus de Lusowe als Zeuge in Belzig angeführt ist. Ein ebenfalls indirekter Beleg von 1251 verzeichnet einen Hynricus plebanus in Lusowe.
1387 erhielt Frau von Thümen das Dorf Lüsse mit allen Rechten als Besitz. Die Familie von Thümen war eine der einflussreichsten mittelalterlichen Familien in der Region. Sie saß hauptsächlich im Dreieck zwischen Nuthe, Nieplitz und dem Dorf Gröben, dem von Fontane sogenannten Thümenschen Winkel. Zwar ging das Dorf 1426 an die Vogtei Belzig und später zum Amt Raben, doch behielt die Familie bis 1822 anteilige Einnahmen aus Lüsse, zuletzt die Hebungen von einem Hof. Wie Lüsse und die Belziger Region war auch der Thümensche Winkel bis zum Wiener Kongress 1815 sächsisch. Neben den von Thümens standen der Familie von Oppen Bezüge aus Lüsse zu. Diese alte märkische Adelsfamilie war im Belziger Raum über Jahrhunderte ansässig und unterhielt seit 1719 das repräsentative Herrenhaus von Oppen in Fredersdorf.

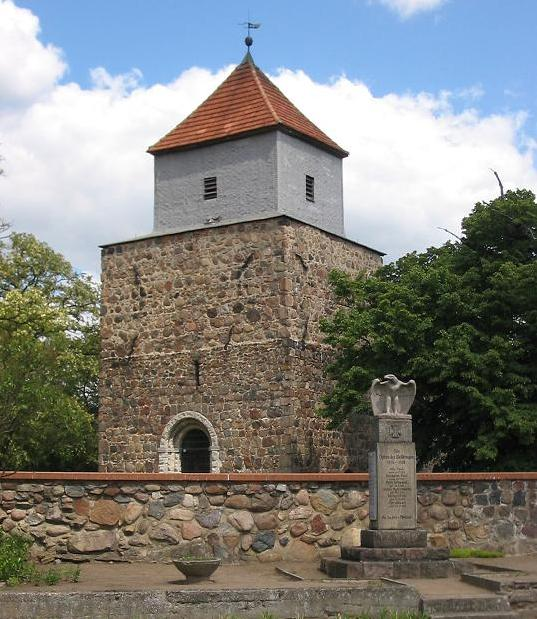
Kirchturm

Aufzeichnungen aus dem Jahr 1591 nennen für das Dorf  24 Hufen inklusive Pfarrhufe. Dazu kamen sechs Hufen aus dem wüst gefallenen Dorf Seedoche.

### Eingemeindung
Lüsse wurde am 31. Dezember 2002 nach (Bad) Belzig eingemeindet.

## Feldsteinkirche Lüsse
Die Dorfkirche Lüsse ist eine gut erhaltene romanische Saalkirche aus Feldsteinmauerwerk aus der ersten Hälfte des 13. Jahrhunderts. Sie zeigt die charakteristische Staffelung der Bauteile Chor, Schiff und Turm und prägt das Ortsbild. Im Innern ist unter anderem ein Altaraufsatz vom Ende des 17. Jahrhunderts erhalten.

## Sonderlandeplatz Lüsse (EDOJ)
Südöstlich des Dorfes liegt der Sonderlandeplatz Lüsse, der in erster Linie dem Segelflugbetrieb dient. Hervorragende thermische Flugbedingungen haben verschiedene große Flüge und sogar einige Flüge über 1.000 Kilometer ermöglicht. Die rund 1100 Meter langen Start-/Landebahnen auf Gras erstrecken sich von Kuhlowitz bis zum Südwesten von Neschholz.

## Persönlichkeiten
- Johann Polz (Pädagoge, 1605), * in Lüsse als Pfarrerssohn, Pädagoge und Bibliothekar